# الدوري الهندوراسي الدرجة الأولى لكرة القدم 1990–91
الدوري الهندوراسي الدرجة الأولى لكرة القدم 1990–91 هو موسم من الدوري الهندوراسي الدرجة الأولى لكرة القدم. فاز فيه ريال إسبانيا.